# Кривбас (хокейний клуб)
ХК «Кривбас» — хокейний клуб з м. Кривий Ріг. Заснований у 2016 році. Виступає у Чемпіонаті України з хокею.
Домашні ігри проводить у Льодовому палаці «Льодова арена» м. Кривий Ріг. 
Офіційні кольори клубу синій, блакитний та білий.

## Історія клубу
2012 року в Кривому Розі відбулося урочисте відкриття льодового комплексу «Льодова арена» на 367 глядацьких місць. Поява критої льодової ковзанки дало поштовх для розвитку хокею та створення професійної команди. У 2016 році була створена професійна хокейна команда «Кривбас». Команду очолили — Олександр Куликов (головний тренер)Срібний призер чемпіонату України І.Слюсар продовжить кар'єру у складі ХК «Кривбас» [Архівовано 25 липня 2016 у Wayback Machine.], Дмитрович Гунько (асистент головного тренера), Олександр Васильєв (тренер воротарів), Віталій Сергійович Семенченко (тренер-селекціонер).
У сезону-2015/16 ХК «Кривбас» дебютував у чемпіонаті України.

## Склади команди
Основні скорочення:

А — асистент, К — капітан, Л — ліва, П — права, ЛК — лівий крайній, ПК — правий крайній, Ц — центровий,  — травмований.
Станом на 23 серпня 2016
| Воротарі | Воротарі | Воротарі          | Воротарі | Воротарі        | Воротарі         |              |
| #        | Країна   | Гравець           | Захват   | Дата народження | Місце народження | Громадянство |
| -------- | -------- | ----------------- | -------- | --------------- | ---------------- | ------------ |
| 1        | Росія    | Денис Черепанов   | Л        | 21 березня 1982 | Перм, Росія      | Росія        |
| 31       | Україна  | Олексій Коржиков  | Л        | 4 червня 1996   | Харків, Україна  | Україна      |
| 33       | Україна  | Андрій Безхлібний | Л        | 25 липня 1989   | Київ, Україна    | Україна      |

| Захисники | Захисники | Захисники             | Захисники | Захисники        | Захисники         |              |
| #         | Країна    | Гравець               | Кидок     | Дата народження  | Місце народження  | Громадянство |
| --------- | --------- | --------------------- | --------- | ---------------- | ----------------- | ------------ |
| 7         | Україна   | Іван Ганопольський    | Л         | 9 листопада 1998 | Київ, Україна     | Україна      |
| 22        | Росія     | Кирило Бєлоусов       | П         | 22 січня 1993    | Челябінськ, Росія | Росія        |
| 29        | Україна   | Олександр Александров | Л         | 22 квітня 1997   | Харків, Україна   | Україна      |
| 38        | Україна   | Костянтин Рябенко     | Л         | 26 квітня 1983   | Київ, Україна     | Україна      |
| 48        | Україна   | Олександр Горлушко    | Л         | 24 серпня 1999   | Харків, Україна   | Україна      |
| 52        | Білорусь  | Денис Черевач         | Л         | 15 березня 1994  | Гродно, Білорусь  | Білорусь     |
| 71        | Україна   | Кирило Катрич         | П         | 3 квітня 1984    | Київ, Україна     | Україна      |

| Нападники | Нападники | Нападники            | Нападники | Нападники       | Нападники            | Нападники    |
| #         | Країна    | Гравець              | Кидок     | Дата народження | Місце народження     | Громадянство |
| --------- | --------- | -------------------- | --------- | --------------- | -------------------- | ------------ |
| 4         | Білорусь  | Денис Грищенко       | Л         | 23 липня 1992   | Гродно, Білорусь     | Білорусь     |
| 5         | Казахстан | Едуард Мазула        | П         | 21 березня 1990 | Караганда, Казахстан | Казахстан    |
| 6         | Україна   | Микита Коваленко     | Л         | 4 лютого 1998   | Харків, Україна      | Україна      |
| 8         | Україна   | Іван Савченко        | Л         | 19 березня 1993 | Харків, Україна      | Україна      |
| 14        | Україна   | Євген Секірко        | Л         | 24 травня 1988  | Київ, Україна        | Україна      |
| 18        | Україна   | Сергій Черненко      | П         | 16 лютого 1984  | Київ, Україна        | Україна      |
| 19        | Україна   | Олександр Караульщук | Л         | 27 липня 1983   | Київ, Україна        | Україна      |
| 24        | Україна   | Іван Підгурський     | Л         | 13 березня 1995 | Київ, Україна        | Україна      |
| 25        | Україна   | Валентин Алексюк     | Л         | 15 вересня 1989 | Київ, Україна        | Україна      |
| 40        | Росія     | Олександр Селянин    | Л         | 2 липня 1990    | Воскресенськ, Росія  | Росія        |
| 44        | Україна   | Владислав Куцевич    | Л         | 8 квітня 1994   | Київ, Україна        | Україна      |
| 70        | Україна   | Дмитро Німенко       | Л         | 1 травня 1988   | Київ, Україна        | Україна      |
| 91        | Україна   | Ігор Слюсар          | Л         | 22 травня 1989  | Київ, Україна        | Україна      |
| 88        | Україна   | Антон Рубан          | Л         | 7 серпня 1998   | Київ, Україна        | Україна      |
| 90        | Росія     | Константин Толканов  | Л         | 31 липня 1993   | Градизьк, Україна    | Росія        |

### Керівництво
- Президент — Шевченко Олександр Миколайович
- Генеральний менеджер — Олександр Ігнатенко

### Тренерський штаб і персонал
- Головний тренер — Олександр Куликов
- Тренер — Дмитрович Гунько
- Тренер воротарів — Олександр Васильєв
- Тренер-селекціонер — Віталій Сергійович Семенченко